# 水鄉站
水鄉站（日语：／ Suigō eki */?）是位於千葉縣香取市一之分目1120號，東日本旅客鐵道（JR東日本）的成田線車站。

## 歷史
車站位於當時舊豐浦村和舊大倉村邊界。因此，在兩地區的協議下，車站名稱使用了利根川下流的名稱「水鄉」。而觀光地點「水鄉」是指十二橋站、佐原站和茨城縣的潮來站。
- 1931年（昭和6年）11月10日：國有鐵道佐原站至笹川站之間開通，此站啟用[1]。為旅客和貨物車站。
- 1962年（昭和37年）10月1日：結束貨物起卸業務。
- 1974年（昭和49年）3月15日：成為無人車站[2]。
- 1987年（昭和62年）4月1日：伴隨國鐵分割民營化，車站由東日本旅客鐵道（JR東日本）營運[1]。
- 1993年（平成5年）6月11日：現時的車站大樓落成[3][4]。
- 2009年（平成21年）3月14日：此站開始可以使用IC卡「Suica」[5]。成為東京近郊區間範圍內[5]。

## 車站構造

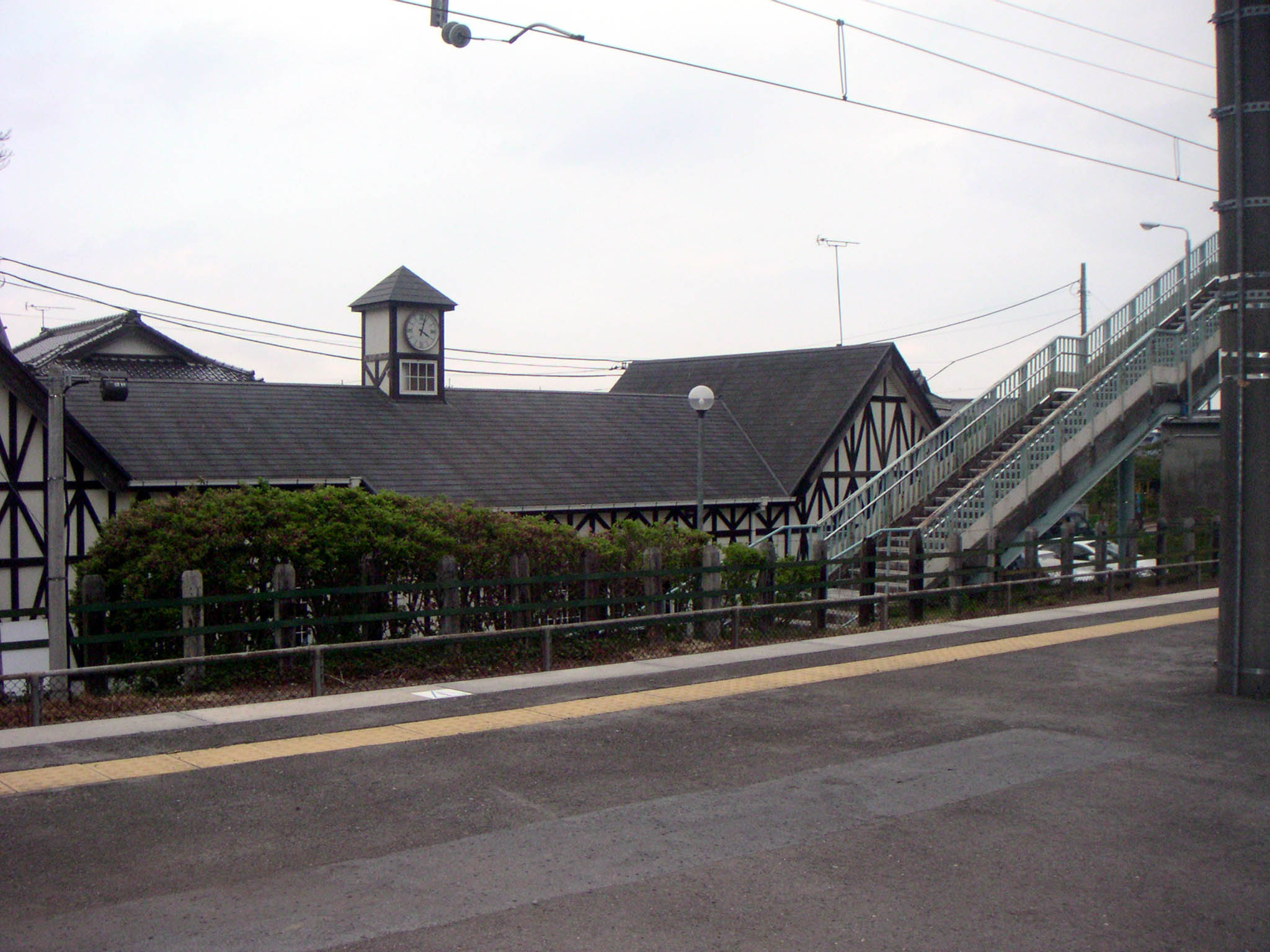
月台（2005年5月26日）

此站是地面車站，設有1面2線的島式月台。車站大樓與月台之間設有跨線橋連接。
此站是由佐原站管理的無人車站。設有乘車站證明票發行機和簡易Suica閘機。在1993年（平成5年）6月翻新了車站大樓，新大樓是中世紀歐洲風式建築物，大樓內設有社區廣場和咖啡店。大樓總樓面153平方米當中候車室佔地20平方米。
於候車室內設有廁所，為男女共用的濕廁。

### 月台
| 月台 | 路線    | 上下行 | 方向           |
| ---- | ------- | ------ | -------------- |
| 1    | ■成田線 | 下行   | 銚子方向       |
| 2    | ■成田線 | 上行   | 佐原、成田方向 |

參考
- 月台可容納8卡車廂。

## 使用狀況
在2006年（平成18年）度1日平均乘車人次為185人，以下為乘車人次變化列表：
| 乘車人次變化       | 乘車人次變化     | 乘車人次變化 |
| 年度               | 1日平均 乘車人次 | 參考資料     |
| ------------------ | ---------------- | ------------ |
| 1990年（平成02年） | 313              | [ * 1 ]      |
| 1991年（平成03年） | 293              | [ * 2 ]      |
| 1992年（平成04年） | 303              | [ * 3 ]      |
| 1993年（平成05年） | 285              | [ * 4 ]      |
| 1994年（平成06年） | 277              | [ * 5 ]      |
| 1995年（平成07年） | 269              | [ * 6 ]      |
| 1996年（平成08年） | 261              | [ * 7 ]      |
| 1997年（平成09年） | 251              | [ * 8 ]      |
| 1998年（平成10年） | 226              | [ * 9 ]      |
| 1999年（平成11年） | 228              | [ * 10 ]     |
| 2000年（平成12年） | 216              | [ * 11 ]     |
| 2001年（平成13年） | 219              | [ * 12 ]     |
| 2002年（平成14年） | 225              | [ * 13 ]     |
| 2003年（平成15年） | 211              | [ * 14 ]     |
| 2004年（平成16年） | 201              | [ * 15 ]     |
| 2005年（平成17年） | 183              | [ * 16 ]     |
| 2006年（平成18年） | 185              | [ * 17 ]     |

## 車站周邊

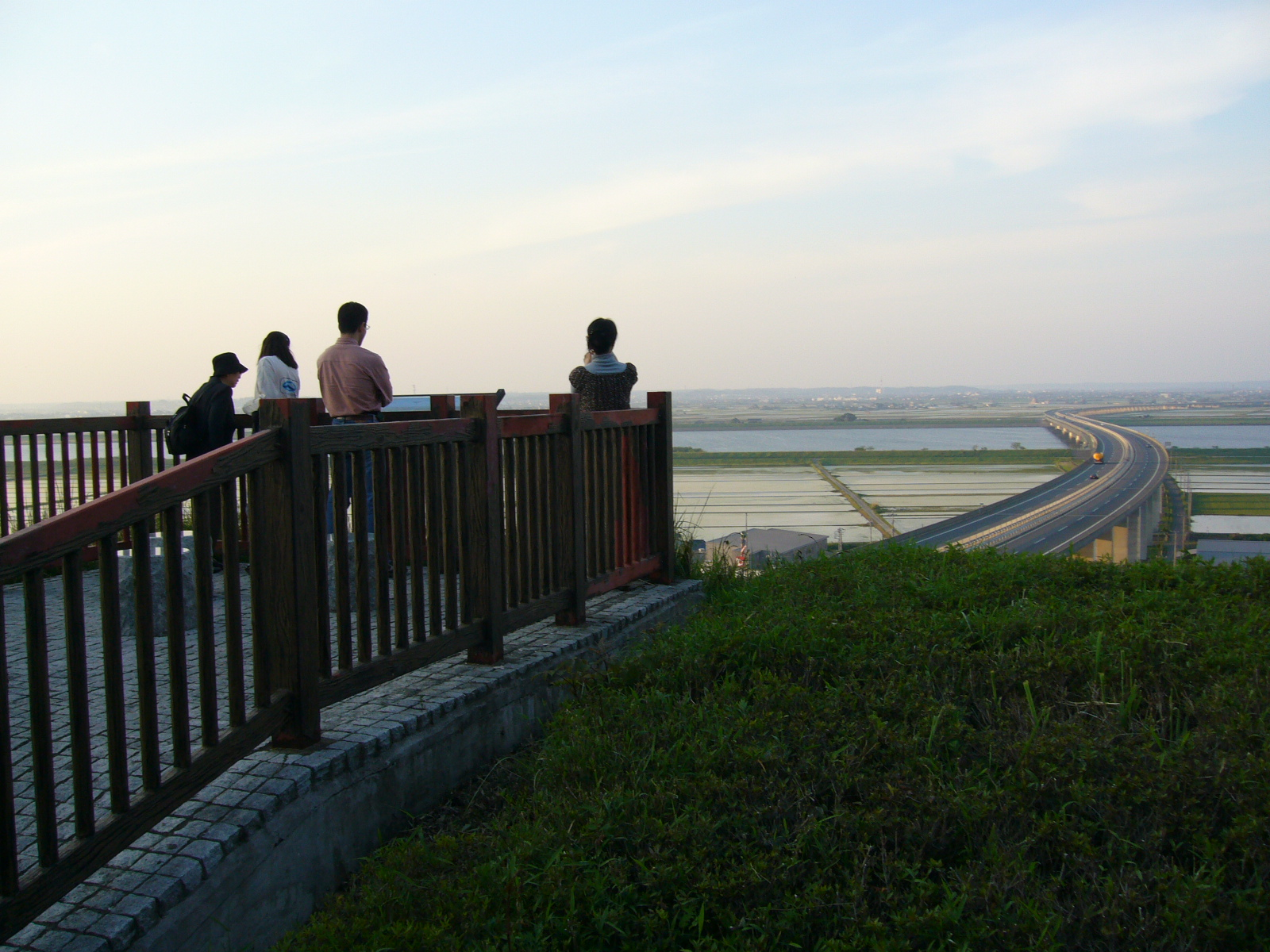
佐原停車區觀景台

車站大樓（車站出入口）位於車站北邊。距離利根川（右岸）約1公里處。當地是水鄉梨的名產地，以及為釣高身鯽著名的地點。車站南邊設有水鄉團地。
- 東關東自動車道
  - 佐原停車區
  - 利根川橋（日语：利根川橋 (東関東自動車道)）
- 國道356號（日语：国道356号）（利根水鄉線（日语：利根水郷ライン））
- 香取警署（日语：香取警察署）大倉駐在所
- 香取市立小見川北小學（步行約25分鐘）
- 香取市立大倉小學
- 豐浦郵局
- 小見川東急高爾夫俱樂部
- 三之分目大塚山古墳（日语：三之分目大塚山古墳）（步行約18分鐘）

## 巴士路線
| 乘車處 | 系統   | 主要途經                 | 目的地         | 巴士公司 | 備註 |
| ------ | ------ | ------------------------ | -------------- | -------- | ---- |
| 水鄉站 | 大倉線 | 香取站、縣立醫院、佐原站 | 佐原粉名口車廠 | 千葉交通 |      |
| 水鄉站 | 大倉線 | 小見川站                 | 綜合醫院       | 千葉交通 |      |

## 相鄰車站
東日本旅客鐵道（JR東日本）
■成田線
香取－水鄉－小見川

## 注腳

### 使用狀況
1. ↑  千葉縣統計年鑑 （页面存档备份，存于）（日語） - 千葉縣
2. ↑  香取市統計書 （页面存档备份，存于） - 香取市

千葉縣統計年鑑
1. ↑  千葉縣統計年鑑（平成3年） （页面存档备份，存于）（日語）
2. ↑  千葉縣統計年鑑（平成4年） （页面存档备份，存于）（日語）
3. ↑  千葉縣統計年鑑（平成5年） （页面存档备份，存于）（日語）
4. ↑  千葉縣統計年鑑（平成6年） （页面存档备份，存于）（日語）
5. ↑  千葉縣統計年鑑（平成7年） （页面存档备份，存于）（日語）
6. ↑  千葉縣統計年鑑（平成8年） （页面存档备份，存于）（日語）
7. ↑  千葉縣統計年鑑（平成9年） （页面存档备份，存于）（日語）
8. ↑  千葉縣統計年鑑（平成10年） （页面存档备份，存于）（日語）
9. ↑  千葉縣統計年鑑（平成11年） （页面存档备份，存于）（日語）
10. ↑  千葉縣統計年鑑（平成12年） （页面存档备份，存于）（日語）
11. ↑  千葉縣統計年鑑（平成13年） （页面存档备份，存于）（日語）
12. ↑  千葉縣統計年鑑（平成14年） （页面存档备份，存于）（日語）
13. ↑  千葉縣統計年鑑（平成15年） （页面存档备份，存于）（日語）
14. ↑  千葉縣統計年鑑（平成16年） （页面存档备份，存于）（日語）
15. ↑  千葉縣統計年鑑（平成17年） （页面存档备份，存于）（日語）
16. ↑  千葉縣統計年鑑（平成18年） （页面存档备份，存于）（日語）
17. ↑  千葉縣統計年鑑（平成19年） （页面存档备份，存于）（日語）

## 外部連結
- 車站資訊（水鄉）：東日本旅客鐵道（日語）